# 东辛庄站
东辛庄站是一个沈山线上的铁路车站，位于辽宁省兴城市东辛庄镇，建于1898年，目前为四等站，邮政编码为121613。目前不办理客运业务，货运：办理整车货物发到；不办理罐装危险货物发到。